# Melaneros kejvali
Melaneros kejvali is een keversoort uit de familie netschildkevers (Lycidae). De wetenschappelijke naam van de soort werd in 1999 gepubliceerd door Milada Bocáková.